# Innocent & Vain: An Introduction to Nico
Innocent & Vain: An Introduction to Nico je kompilační album německé zpěvačky Nico. Vydalo jej v roce 2002 hudební vydavatelství Polydor Records a obsahuje nahrávky ze zpěvaččiných alb Chelsea Girl (1967) a The End… (1974) společně s dvěma písněmi z alba The Velvet Underground & Nico (1967), které nahrála se skupinou The Velvet Underground. Producenty původních nahrávek byli Tom Wilson (Chelsea Girl), John Cale (The End…) a Andy Warhol (The Velvet Underground & Nico). Svůj název kompilace dostala podle písně „Innocent and Vain“.

## Seznam skladeb
| Pořadí | Název                        | Autor                                                    | Původní album                        | Délka |
| ------ | ---------------------------- | -------------------------------------------------------- | ------------------------------------ | ----- |
| 1.     | I'll Keep It with Mine       | Bob Dylan                                                | Chelsea Girl (1967)                  | 3:20  |
| 2.     | All Tomorrow's Parties       | Lou Reed                                                 | The Velvet Underground & Nico (1967) | 5:58  |
| 3.     | You Forget to Answer         | Nico                                                     | The End… (1974)                      | 5:07  |
| 4.     | Wrap Your Troubles in Dreams | Reed                                                     | Chelsea Girl (1967)                  | 5:09  |
| 5.     | Valley of the Kings          | Nico                                                     | The End… (1974)                      | 3:54  |
| 6.     | Femme Fatale                 | Reed                                                     | The Velvet Underground & Nico (1967) | 2:35  |
| 7.     | Eulogy to Lenny Bruce        | Tim Hardin                                               | Chelsea Girl (1967)                  | 3:45  |
| 8.     | Secret Side                  | Nico                                                     | The End… (1974)                      | 4:04  |
| 9.     | Little Sister                | John Cale, Reed                                          | Chelsea Girl (1967)                  | 4:22  |
| 10.    | It Was a Pleasure Then       | Nico, Cale, Reed                                         | Chelsea Girl (1967)                  | 8:02  |
| 11.    | Innocent and Vain            | Nico                                                     | The End… (1974)                      | 3:47  |
| 12.    | The End (koncertní nahrávka) | John Densmore, Robby Krieger, Ray Manzarek, Jim Morrison | The End… (1974)                      | 9:08  |